# Guercino

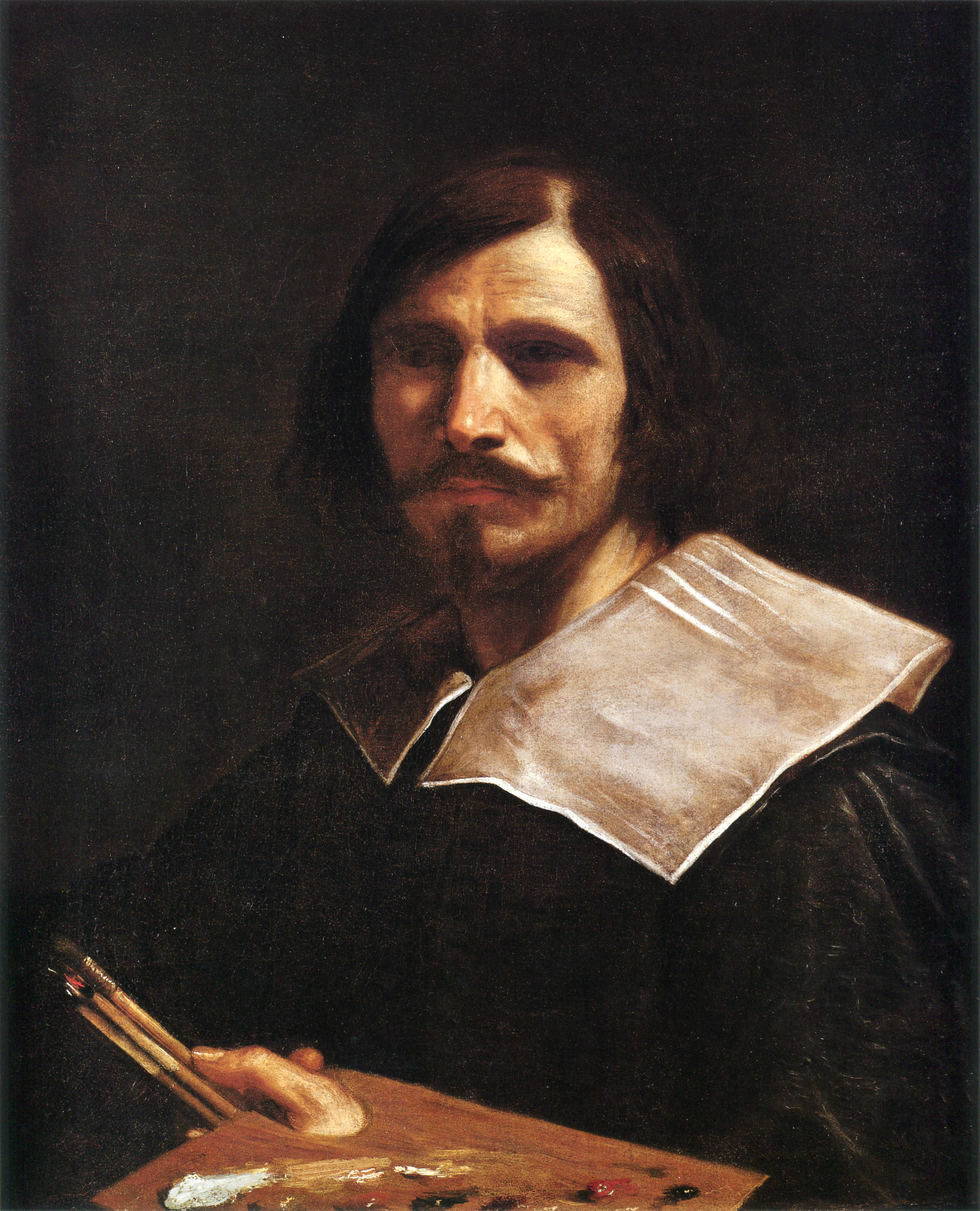
Guercino (zelfportret)

Guercino of Il Guercino ('de schele') (uitspraak: [gwĕrchē'nō]) (Cento, 1591 – 1666) was een Italiaanse kunstschilder uit de barok wiens originele naam Giovanni Francesco Barbieri was.
Guercino werd geboren in Cento, een stad tussen Bologna en Ferrara. Hij was een medestudent van de schilder Lodovico Carracci. In Rome schilderde hij in de periode tussen 1621 en 1623 onder meer het plafond-fresco van Casino Ludovisi. Zijn altaarstuk Begrafenis van St. Petronilla (1623), vervaardigd voor een altaar in de Sint-Pietersbasiliek, is te zien in de Musei Capitolini.
Door de classicistische tendensen veranderde hij zijn stijl. Volgens kenners evenaarden zijn werken daarna nooit de dramatische intensiteit van zijn vroege werk.

## Musea
Zijn schilderijen zijn onder meer te zien in:
- de Hermitage in Sint-Petersburg
- Palazzo Rosso in Genua
- Fine Arts Museums of San Francisco in San Francisco
- J. Paul Getty Museum in Los Angeles

In de Koninklijke Bibliotheek in Windsor kan men een uitgebreide verzameling van zijn tekeningen bekijken.
In 2016 werd in een depot van het Hoogheemraadschap Hollands Noorderkwartier in Heerhugowaard een schilderij van Guercino ontdekt. Het betreft een afbeelding van David met het hoofd van Goliath. Het Museum Boijmans Van Beuningen in Rotterdam krijgt het werk voor onbepaalde tijd in bruikleen.

## Galerij

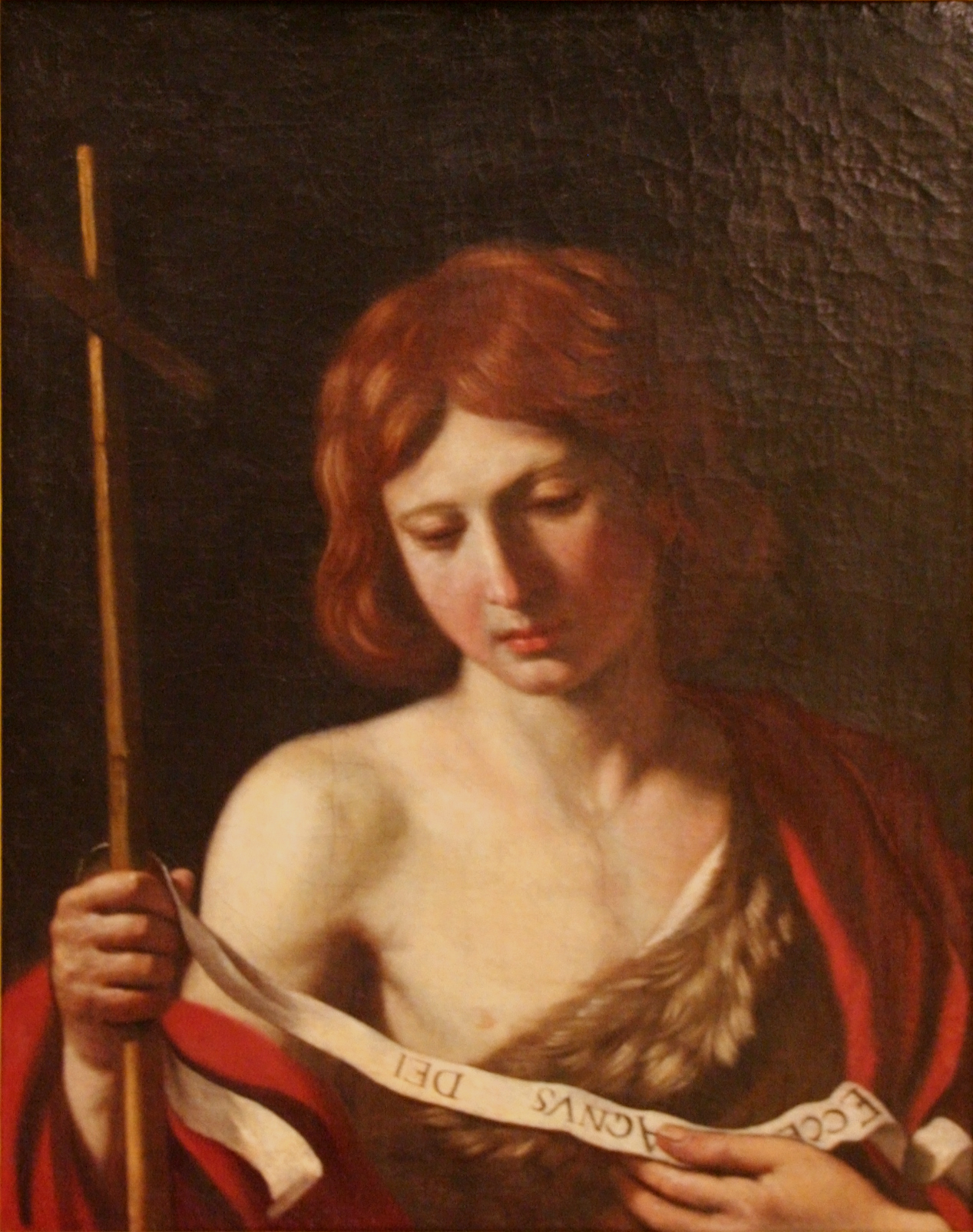
Johannes de Doper (ca. 1645)
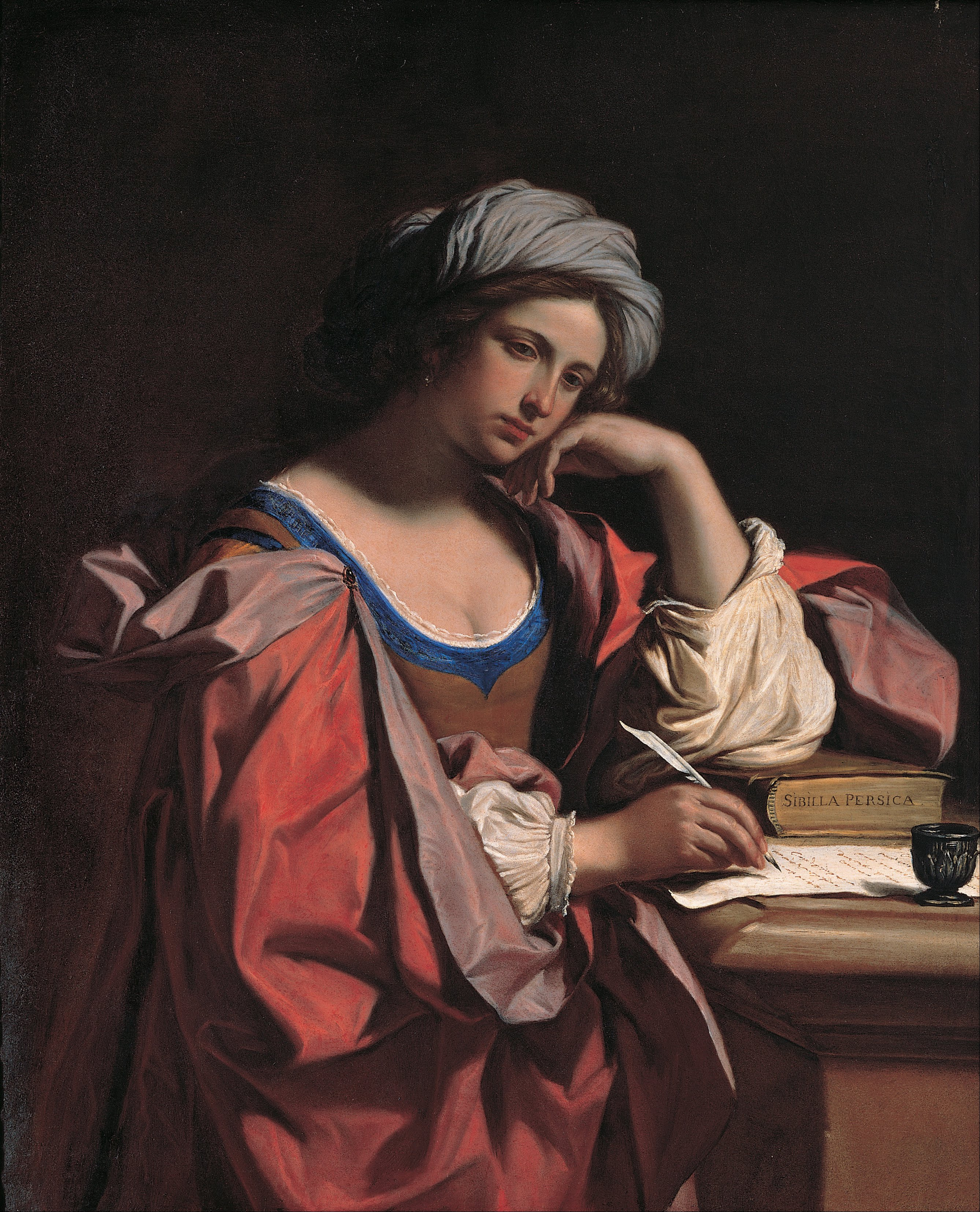
Perzische Sibille (1647)
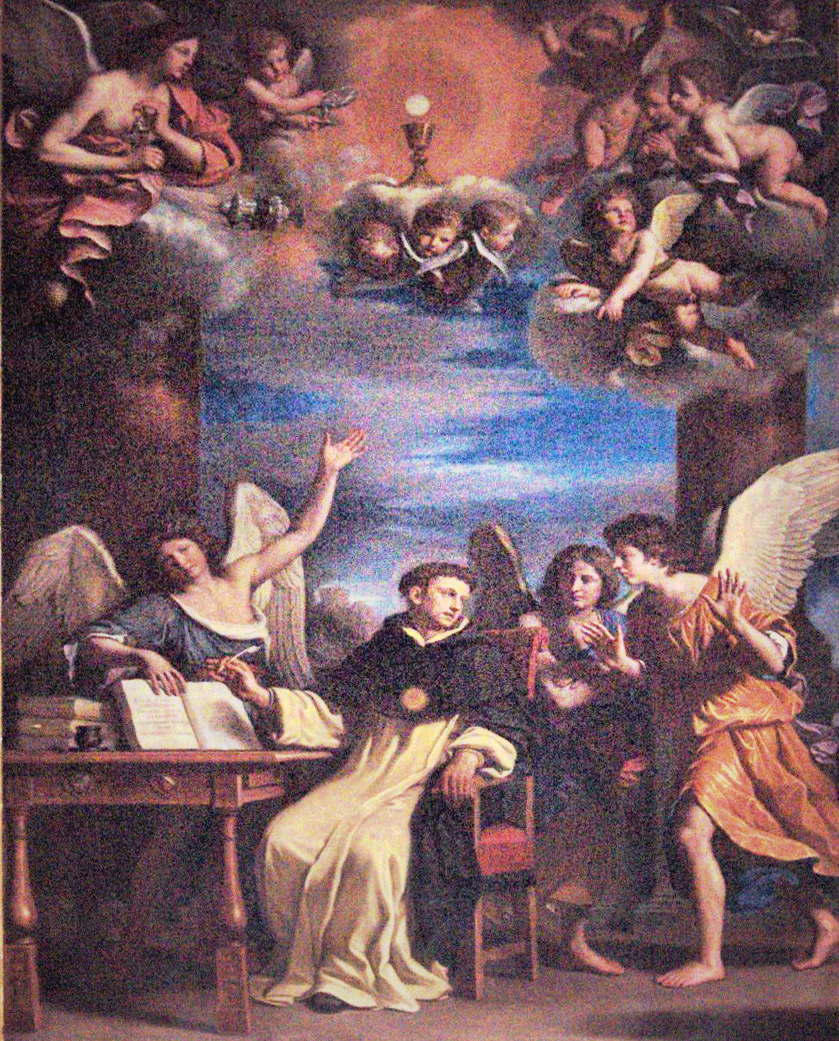
St. Thomas van Aquino schrijft het H. Sacrament (1662)
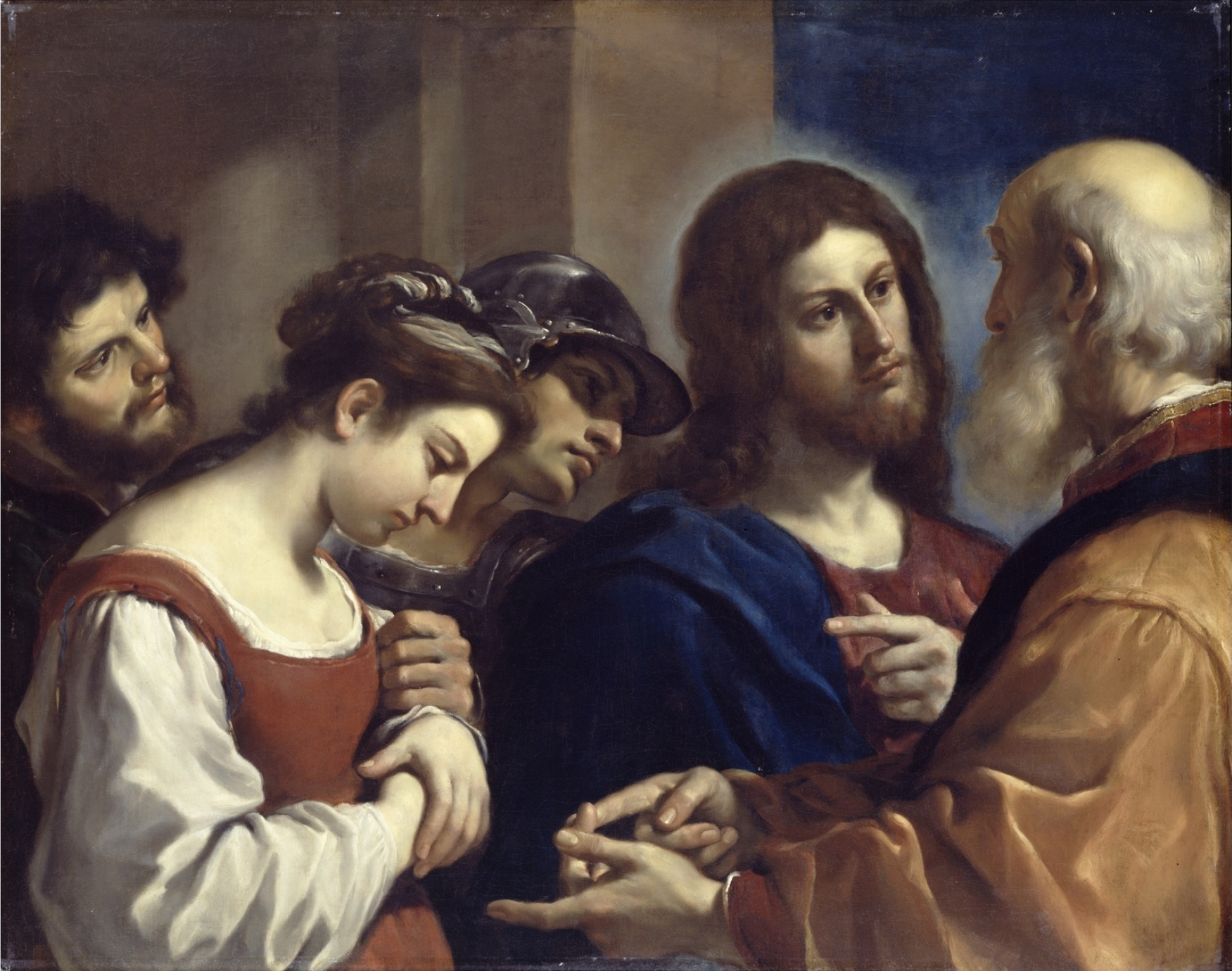
Jesus, Giovanni Francesco Barbieri, -Guercino, 1621 (Dulwich Picture Gallery).
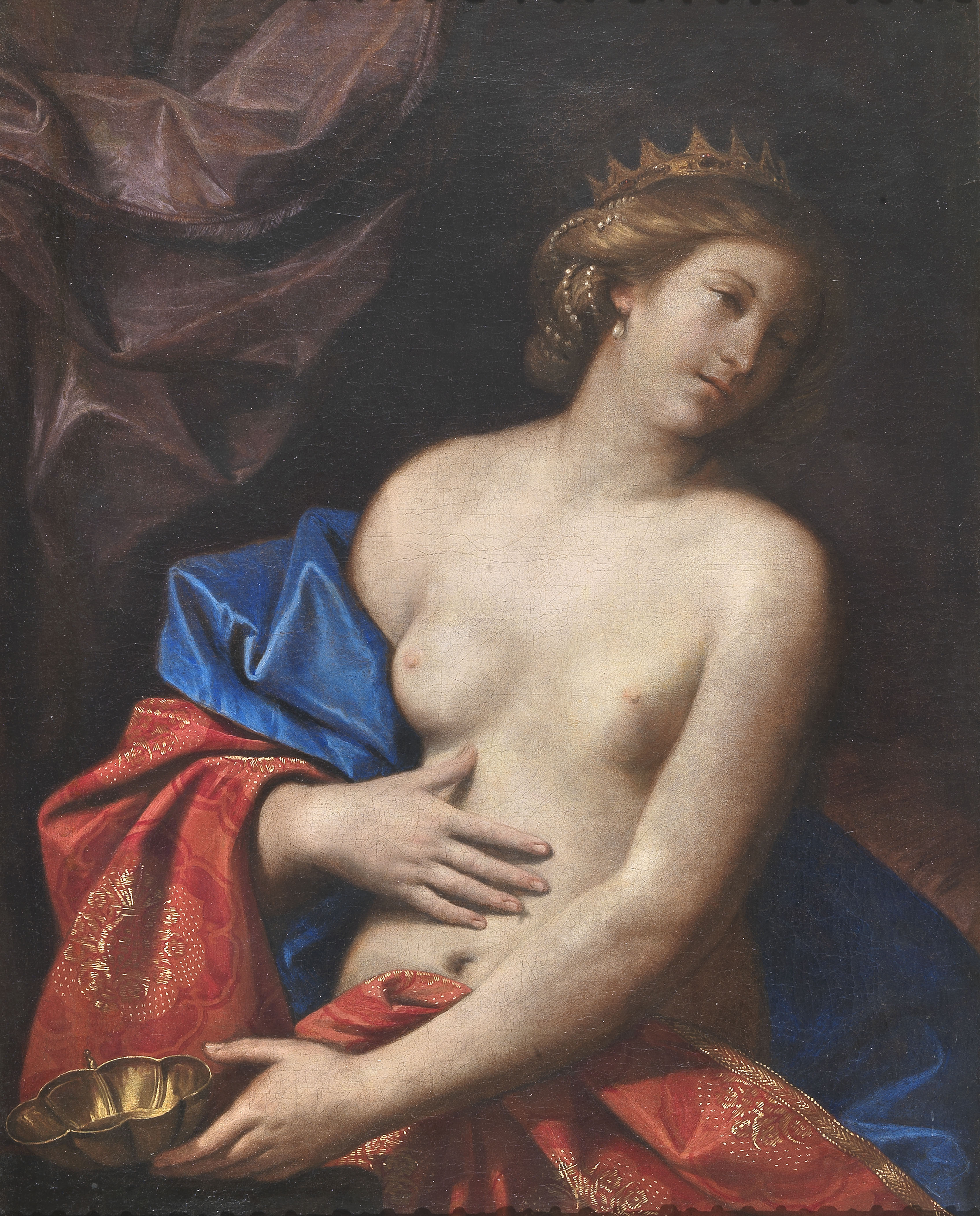
De stervende Sophonisba
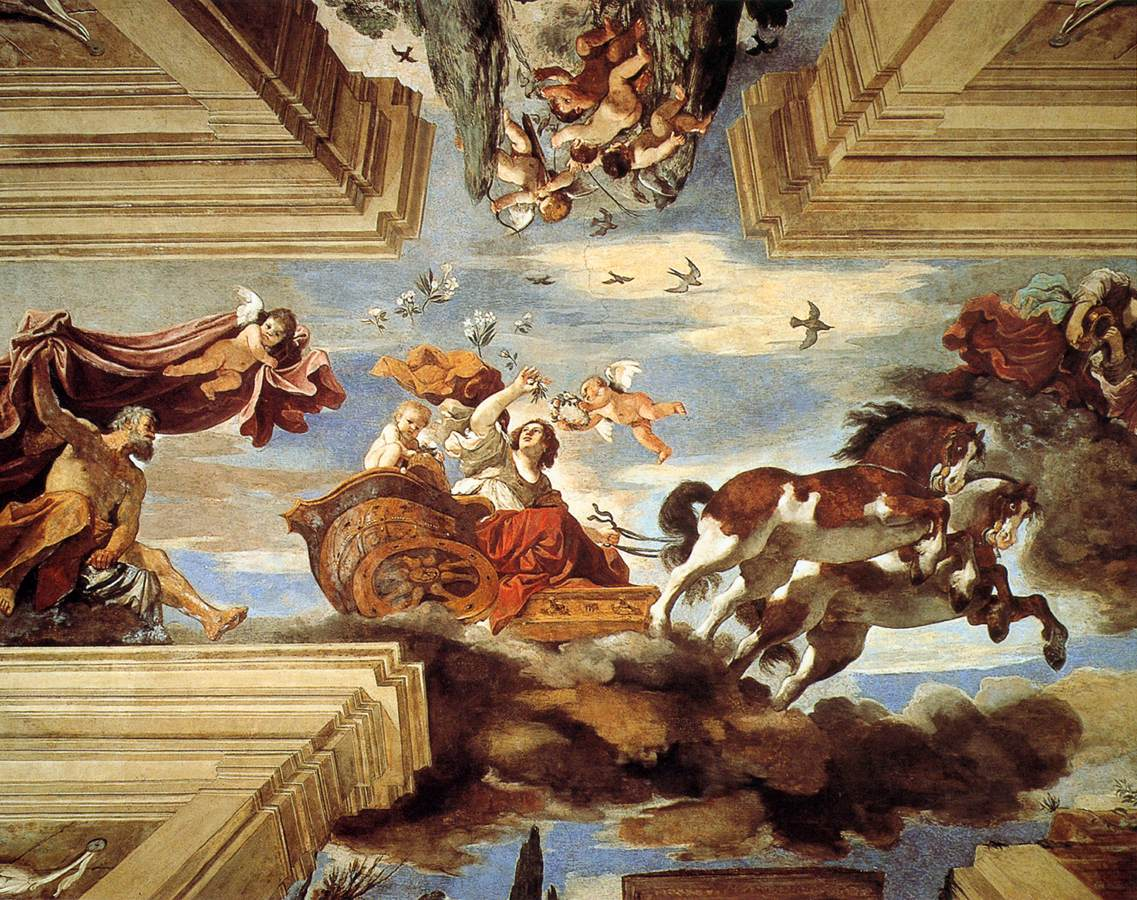
Aurora, (1621, ceiling fresco, tempera, 530 × 1030 cm, Villa Aurora, Rome, Italië) werd geschilderd voor de neef van de paus, Kardinaal Ludovico Ludovisi.